# 트베리현

트베리현의 문장

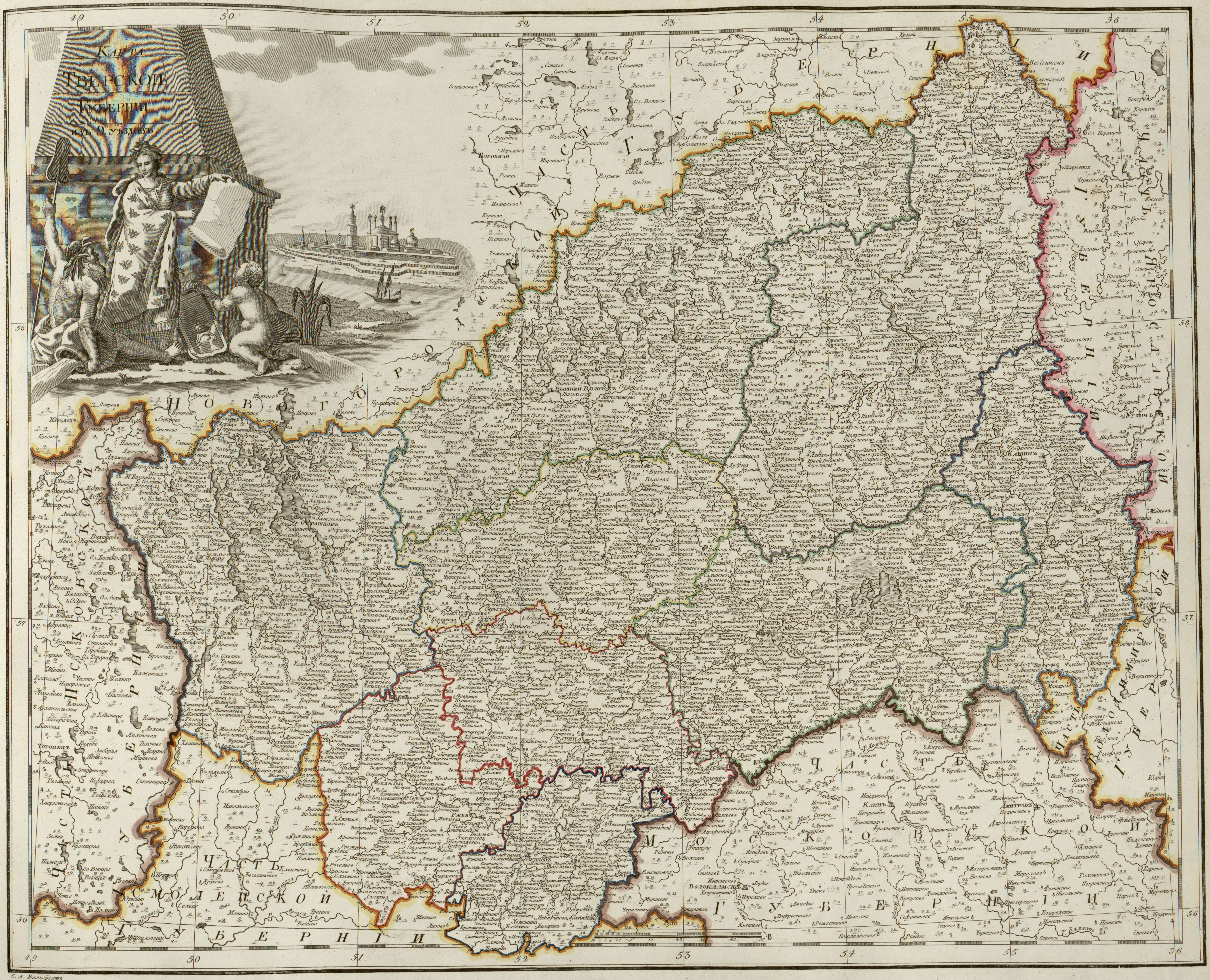
트베리현의 지도

트베리현(러시아어: Тверская губерния)은 1796년부터 1929년까지 존재했던 러시아 제국의 현으로 현도는 트베리이며 면적은 64,681km2, 인구는 1,769,135명(1897년 당시 기준)이다. 현재의 러시아 트베리주에 걸쳐 있었다.